# Caucaia
Caucaia är en stad och kommun i delstaten Ceará i nordöstra Brasilien. Den är belägen strax väster om Fortaleza, nära atlantkusten, och ingår i Fortalezas storstadsområde. Kommunen har cirka 350 000 invånare.
Genom Caucaia rinner Cearáfloden.

## Administrativ indelning
Kommunen var år 2010 indelad i åtta distrikt:
- Bom Príncipio
- Catuana
- Caucaia
- Guararu
- Jurema
- Mirambé
- Sítios Novos
- Tucunduba

## Befolkningsutveckling
| Område               | Areal (km²)   | Invånarantal 1 augusti 2000 | Invånarantal 1 augusti 2010 | Invånarantal 1 juli 2014 |
| -------------------- | ------------- | --------------------------- | --------------------------- | ------------------------ |
| Kommun               | 1 228,51      | 250 479                     | 325 441                     | 349 526                  |
| Urban befolkning     | Ingen uppgift | 226 088                     | 290 220                     | Ingen uppgift            |
| ...varav centralort¹ | Ingen uppgift | 217 531                     | 279 172                     | Ingen uppgift            |

¹Kommunens centralort omfattar områden i distrikten Caucaia och Jurema, och är sammanvuxen med centrala Fortaleza.